# Cristiani Democratici per la Libertà
Cristiani Democratici per la Libertà era un movimento politico di centro-destra attivo in Italia dal 1998 al 2001.

## Storia
Affermatosi in seguito ad una scissione dai Cristiani Democratici Uniti di Rocco Buttiglione e dell'UDR Francesco Cossiga, ha perseguito una linea politica di piena adesione al centro-destra del Polo per le Libertà.
Il 4 aprile 1998 si svolse a Roma l'assemblea dei centristi, promossa da Roberto Formigoni e Raffaele Fitto e considerata l'avvio di una politica di concertazione tra i partiti di ispirazione cristiana che gravitavano nel centro del Polo. Fu in questa occasione che Fitto e Formigoni annunciarono la nascita dei CdL, affermando: "noi siamo, nel Polo, la gamba cattolica liberale, democratica e cristiana e abbiamo dimostrato che non ci hanno comprato con qualche poltrona" (alludendo all'eventualità che l'UDR entrasse nella maggioranza di centro-sinistra per bilanciare una possibile rottura de L'Ulivo con Rifondazione Comunista).
I CdL si avvicinarono quindi al Centro Cristiano Democratico di Pier Ferdinando Casini, stringendo un accordo in vista delle imminenti elezioni amministrative del 1998.
La scissione ebbe effetto anche all'interno delle aule parlamentari; in particolare, al Senato lasciarono il CDU tre esponenti del partito (Rosario Giorgio Costa, Tomaso Zanoletti e Ida Maria Dentamaro), che promossero la costituzione del gruppo CCD-CdL.
Alle successive consultazioni elettorali, il movimento si federò a Forza Italia, in cui confluì definitivamente nel marzo del 2001.